# Lifoko du Ciel
 (juillet 2018).
Si vous disposez d'ouvrages ou d'articles de référence ou si vous connaissez des sites web de qualité traitant du thème abordé ici, merci de compléter l'article en donnant les références utiles à sa vérifiabilité et en les liant à la section « Notes et références ».
 (février 2021).
La mise en forme du texte ne suit pas les recommandations de Wikipédia : il faut le « wikifier ».
Les points d'amélioration suivants sont les cas les plus fréquents :
- Les titres sont pré-formatés par le logiciel. Ils ne sont ni en capitales, ni en gras.
- Le texte ne doit pas être écrit en capitales (les noms de famille non plus), ni en gras, ni en italique, ni en « petit »…
- Le gras n'est utilisé que pour surligner le titre de l'article dans l'introduction, une seule fois.
- L'italique est rarement utilisé : mots en langue étrangère, titres d'œuvres, noms de bateaux, etc.
- Les citations ne sont pas en italique mais en corps de texte normal. Elles sont entourées par des guillemets français : « et ».
- Les listes à puces sont à éviter, des paragraphes rédigés étant largement préférés. Les tableaux sont à réserver à la présentation de données structurées (résultats, etc.).
- Les appels de note de bas de page (petits chiffres en exposant, introduits par l'outil «  Source ») sont à placer entre la fin de phrase et le point final[comme ça].
- Les liens internes (vers d'autres articles de Wikipédia) sont à choisir avec parcimonie. Créez des liens vers des articles approfondissant le sujet. Les termes génériques sans rapport avec le sujet sont à éviter, ainsi que les répétitions de liens vers un même terme.
- Les liens externes sont à placer uniquement dans une section « Liens externes », à la fin de l'article. Ces liens sont à choisir avec parcimonie suivant les règles définies. Si un lien sert de source à l'article, son insertion dans le texte est à faire par les notes de bas de page.
- La présentation des références doit suivre les conventions bibliographiques. Il est recommandé d'utiliser les modèles {{Ouvrage}}, {{Chapitre}}, {{Article}}, {{Lien web}} et/ou {{Bibliographie}}. Le mode d'édition visuel peut mettre en forme automatiquement les références.
- Insérer une infobox (cadre d'informations à droite) n'est pas obligatoire pour parachever la mise en page.

Pour une aide détaillée, merci de consulter Aide:Wikification.
Si vous pensez que ces points ont été résolus, vous pouvez retirer ce bandeau et améliorer la mise en forme d'un autre article.
Lifoko Du Ciel, de son vrai nom Simon Pierre Lifoko Is'olena, né le 21 juin 1967 à Kinshasa, est un pasteur et chantre congolais (RDC) de musique chrétienne de type Gospel,,.

## Biographie
Né le 21 juin 1967, le pasteur Lifoko est marié à la sœur Faith, avec qui, il a eu cinq enfants : Acacia, Symphonie, Millésime, Délices et Simon Pierre. Il est à la fois auteur-compositeur-chantre et pasteur de deux églises : "Rouge Gorge Tabernacle" à Pointe-Noire République du Congo et "Lys Tabernacle" à Lubumbashi république démocratique du Congo. Il est de nationalité congolaise, mais vit depuis plusieurs années en République du Congo et en a acquis la nationalité signé par le Président de la République Denis Sassou-Nguesso.

## Histoire
En 2004, Lifoko du Ciel est désigné par la direction générale de TBT (le comité de remise de prix) comme meilleur chantre chrétien congolais. Il reçut donc cette année là le trophée du meilleur chantre chrétien 2004 (Congo-Brazza) qu'il dédia à son église "Rouge Gorge Tabernacle".

## Carrière
En 1989, il monte pour la première fois du haut de la chaire pour prêcher sous la direction du pasteur Bruno Mbabu de Boma (république démocratique du Congo).
En 2004, il reçoit le prix du meilleur chanteur congolais,. En 2010, il réalise un film intitulé : Sur les traces du Seigneur Jésus-Christ et de son prophète William Marrion Branham
Le dimanche 23 juin 2013, un concert est organisé au stade Tata Raphaël dans la commune de Kalamu à Kinshasa afin de célébrer ses 30 ans de carrière musicale.

## Discographie

### Albums et singles studio
- 1995 : La Télévision de Dieu (Montre le lien qui nous unit)
- 1997 : Relève-moi
- 1999 : Plein succès à Jésus vol.1
- 1999 : La petite fleur vol.2
- 2002 : Je sais
- 2002 : Lindanda
- 2004 : Le fils prodigue (feat. Kevin Mbaki)
- 2005 : Ouvre la bible
- 2007 : Le Patron lui-même
- 2009 : Dieu au féminin
- 2009 : Cristo minha alegria
- 2014 : Ma Signature
- 2020 : Na lingi yo na nko
- 2020 : Conclusion
- 2025 : Nkombo Ya Litiyo

### Concerts lives en CD, DVD et VHS
- 1999 : Live au Palais du peuple à Kinshasa
- 2002 : Live à Paris
- 2004 : Concert à Luanda
- 2005 : Liboma pona Yesu : Live Gospel Concert in London
- 2006 : Triomphe encore à Paris
- 2006 : Tour des Chants : Concerts à Paris et à Bruxelles
- 2006 : Live à Johannesburg
- 2006 : Live Concert in Cape Town (City Hall)
- 2007 : L'historique du Message : Concert Live au TAP avec Pst. Martin Kwete
- 2008 : Le Commando du Seigneur : Concert à Montréal, Canada
- 2009 : Une journée d'espoir pour le Congo-Kinshasa : Live au Palais de Congrès de Liège
- 2009 : Live à Bienne en Suisse : 10e anniversaire de sa 1re apparition en public
- 2012 : The Best of Lifoko du Ciel : Live à Pointe-Noire
- 2012 : Live à Montargis
- 2013 : Concert inédit au stade Tata Raphaël : 30 ans de carrière musicale
- 2016 : Concert Live au Palais des Congrès de Yaoundé
- 2017 : Live à Cape Town (El-Bethesda)
- 2017 : Live à Cafunfo
- 2019 : Méga Concert "Nganga Mayele" à Cape Town (Pasteur Roger Masanka)
- 2019 : Méga Concert au Palais des Congrès à Brazzaville
- 2022 : Grand concert Toda Raba 1 à l'Athénée de la Gombe à Kinshasa en RDC avec le Pasteur Jean Sylvain Akouala Temple et le pasteur Nathan Epenge
- 2022 : Grand concert Toda Raba 2 à Pointe-Noire en République du Congo qui s'est ténu du 3 au 4 septembre

- 2022 : Grand concert Toda Raba 3 à Lexington ville dans le Kentucky au USA

- 2025 : Grand concert Toda Raba 4  le 29 Juin 2025 au palais des congrès de Brazzaville 🇨🇬

## Distinction
- Médaille d'or des mérites des sciences et des arts du Congo[6].